# Anomalina
Anomalina es un género de foraminífero bentónico de la Familia Alfredinidae, de la Superfamilia Asterigerinoidea, del Suborden Rotaliina y del Orden Rotaliida. Su especie-tipo era Anomalina punctulata. Su rango cronoestratigráfico abarcaba desde el Albiense superior (Cretácico inferior) hasta la Actualidad.

## Discusión
Clasificaciones previas incluyeron Anomalina en la Familia Anomalinidae y en la Superfamilia Chilostomelloidea. Posteriormente Anomalina fue considerado un género inválido, aceptándose como sustituto el género Epistomaroides de la Familia Alfredinidae. El estatus de este género es incierto dado que la petición de invalidarlo ante la Comisión Internacional de Nomenclatura Zoológica está pendiente de ser resuelta.

## Clasificación
Se describieron numerosas especies de Anomalina. Entre las especies más interesantes o más conocidas destacan:
- Anomalina punctulata

Un listado completo de las especies descritas en el género Anomalina puede verse en el siguiente anexo.
En Anomalina se han considerado los siguientes subgéneros:
- Anomalina (Brotzenella), también considerado como género Brotzenella y aceptado como género Gavelinella
- Anomalina (Epistomaroides), aceptado como género Epistomaroides
- Anomalina (Gavelinella), aceptado como género Gavelinella
- Anomalina (Pseudovalvulineria), también considerado como género Pseudovalvulineria y aceptado como género Gavelinella